# Chantilly (Virgínia)
Chantilly és una concentració de població designada pel cens dels Estats Units a l'estat de Virgínia. Segons el cens del 2000 tenia 41.041 habitants.

## Demografia
Segons el cens del 2000, Chantilly tenia 41.041 habitants, 14.840 habitatges, i 10.521 famílies. La densitat de població era de 1.359 habitants per km².
Dels 14.840 habitatges en un 38,1% hi vivien nens de menys de 18 anys, en un 60,6% hi vivien parelles casades, en un 7,4% dones solteres, i en un 29,1% no eren unitats familiars. En el 20,2% dels habitatges hi vivien persones soles el 2,1% de les quals corresponia a persones de 65 anys o més que vivien soles. El nombre mitjà de persones vivint en cada habitatge era de 2,75 i el nombre mitjà de persones que vivien en cada família era de 3,24.
Per edats la població es repartia de la següent manera: un 26,1% tenia menys de 18 anys, un 7,8% entre 18 i 24, un 38,4% entre 25 i 44, un 23% de 45 a 60 i un 4,8% 65 anys o més.
L'edat mediana era de 34 anys. Per cada 100 dones de 18 o més anys hi havia 96,1 homes.
La renda mediana per habitatge era de 87.991$ i la renda mediana per família de 98.202$. Els homes tenien una renda mediana de 61.954$ mentre que les dones 41.608$. La renda per capita de la població era de 36.200$. Entorn de l'1,3% de les famílies i el 2,3% de la població estaven per davall del llindar de pobresa.

## Poblacions més properes
El següent diagrama mostra les poblacions més properes.